# Тірахерн
Тірахерн (нім. Thierachern) — громада  в Швейцарії в кантоні Берн, адміністративний округ Тун.

## Географія
Громада розташована на відстані близько 24 км на південний схід від Берна.
Тірахерн має площу 7,5 км², з яких на 12,4% дозволяється будівництво (житлове та будівництво доріг), 66,7% використовуються в сільськогосподарських цілях, 17,1% зайнято лісами, 3,9% не є продуктивними (річки, льодовики або гори).

## Демографія
2019 року в громаді мешкало 2471 особа (+8,7% порівняно з 2010 роком), іноземців було 4,8%. Густота населення становила 328 осіб/км².
За віковим діапазоном населення розподілялося таким чином: 22,1% — особи молодші 20 років, 57,9% — особи у віці 20—64 років, 20% — особи у віці 65 років та старші. Було 1042 помешкань (у середньому 2,3 особи в помешканні).
Із загальної кількості 443 працюючих 77 було зайнятих в первинному секторі, 68 — в обробній промисловості, 298 — в галузі послуг.